# Circonscription de Château-Thierry (1928-1940)
Pour les articles homonymes, voir Circonscription de Château-Thierry.
La circonscription de Château-Thierry est une ancienne circonscription législative de l'Aisne sous la Troisième République de 1928 à 1940.

## Description géographique et démographique
La circonscription de Château-Thierry correspond aux limites de l'arrondissement de Château-Thierry supprimé par le décret-loi du 10 septembre 1926. Elle était l'une des 7 circonscriptions législatives du département de l'Aisne.
Créée par la loi 21 juillet 1927, elle regroupait les divisions administratives suivantes : le canton de Charly, le canton de Château-Thierry, le canton de Condé-en-Brie, le canton de Fère-en-Tardenois et le canton de Neuilly-Saint-Front.
Elle est une recréation de la circonscription de Château-Thierry, dans les mêmes limites, supprimée par la loi du 12 juillet 1919,.
La circonscription disparaît de facto, le 10 juillet 1940, avec la fin de la Troisième République et les pleins pouvoirs confiés au maréchal Philippe Pétain.
Au lendemain de la Libération en 1944, elle est officiellement supprimée par l'ordonnance du 17 août 1945 au profit d'une représentation proportionnelle départementale pour l'élection constituante de 1945.

## Historique des députations
| Législature      | Début         | Fin            | Député        | Parti | Parti         | Observation                                                                |
| ---------------- | ------------- | -------------- | ------------- | ----- | ------------- | -------------------------------------------------------------------------- |
| XIVe législature | 1er juin 1928 | 31 mai 1932    | Henri Guernut |       | IDG           | Avocat et secrétaire général de la Ligue des droits de l'homme (1912-1932) |
| XVe législature  | 1er juin 1932 | 31 mai 1936    | Henri Guernut |       | Parti radical | Avocat et Ministre de l'Éducation nationale (1936)                         |
| XVIe législature | 1er juin 1936 | 9 juillet 1940 | Paul Lambin   |       | SFIO          | Maire de Tréloup                                                           |

## Historique des résultats

### Élections de 1928
Les élections législatives françaises de 1928 ont eu lieu les dimanches 22 et 29 avril 1928.
| Candidat       | Candidat          | Parti          | Premier tour | Premier tour | Second tour | Second tour |
| Candidat       | Candidat          | Parti          | Voix         | %            | Voix        | %           |
| -------------- | ----------------- | -------------- | ------------ | ------------ | ----------- | ----------- |
|                | René Hachette     | Rad. Ind.      | 4 905        | 37,50        | 5 884       | 45,04       |
|                | Henri Guernut     | IDG            | 4 811        | 36,78        | 6 781       | 51,86       |
|                | Fernand Doucedame | PRRRS          | 1 252        | 9,57         |             |             |
|                | M. Gauthier       | Rad. Ind.      | 1 042        | 7,97         |             |             |
|                | M. Lévêque        | PC             | 1 031        | 7,88         | 405         | 3,10        |
|                | Divers            | -              | 38           | 0,29         | 1           | 0,01        |
|                |                   |                |              |              |             |             |
| Inscrits       | Inscrits          | Inscrits       | 15 504       | 100,00       | 15 504      | 100,00      |
| Abstentions    | Abstentions       | Abstentions    | 2 293        | 14,79        | 2 293       | 14,79       |
| Votants        | Votants           | Votants        | 13 211       | 85,21        | 13 211      | 85,21       |
| Blancs et nuls | Blancs et nuls    | Blancs et nuls | 132          | 1,00         | 135         | 1,02        |
| Exprimés       | Exprimés          | Exprimés       | 13 079       | 99,00        | 13 076      | 98,88       |

### Élections de 1932
Les élections législatives françaises de 1932 ont eu lieu les dimanches 1er et 8 mai 1932.
| Candidat         | Candidat       | Parti          | Premier tour | Premier tour | Second tour | Second tour |
| Candidat         | Candidat       | Parti          | Voix         | %            | Voix        | %           |
| ---------------- | -------------- | -------------- | ------------ | ------------ | ----------- | ----------- |
|                  | Henri Guernut* | PRRRS          | 5 897        | 45,60        | 7 018       | 54,97       |
|                  | René Hachette  | Rad. Ind.      | 5 491        | 42,46        | 5 572       | 43,64       |
|                  | Paul Lambin    | SFIO           | 1 074        | 8,31         |             |             |
|                  | Paul Dugay     | PCF            | 456          | 3,53         | 160         | 1,25        |
|                  | Divers         | -              | 13           | 0,10         | 18          | 0,14        |
|                  |                |                |              |              |             |             |
| Inscrits         | Inscrits       | Inscrits       | 15 176       | 100,00       | 15 176      | 100,00      |
| Abstentions      | Abstentions    | Abstentions    | 2 137        | 14,08        | 2 360       | 15,55       |
| Votants          | Votants        | Votants        | 13 039       | 85,92        | 12 186      | 84,45       |
| Blancs et nuls   | Blancs et nuls | Blancs et nuls | 108          | 0,83         | 48          | 0,37        |
| Exprimés         | Exprimés       | Exprimés       | 12 931       | 99,17        | 12 768      | 99,63       |
| * député sortant |                |                |              |              |             |             |

### Élections de 1936
Les élections législatives françaises de 1936 ont eu lieu les dimanches 26 avril et 3 mai 1936.
| Candidat         | Candidat       | Parti          | Premier tour | Premier tour | Second tour | Second tour |
| Candidat         | Candidat       | Parti          | Voix         | %            | Voix        | %           |
| ---------------- | -------------- | -------------- | ------------ | ------------ | ----------- | ----------- |
|                  | Paul Lambin    | SFIO           | 3 536        | 26,94        | 7 083       | 55,37       |
|                  | M. Piétri      | FR             | 3 450        | 26,26        | 5 778       | 44,63       |
|                  | Henri Guernut* | PRRRS          | 3 411        | 25,97        | Retrait     | Retrait     |
|                  | M. Dervaux     | Rad indep.     | 1 639        | 12,67        |             |             |
|                  | Paul Dugay     | PC             | 819          | 6,33         |             |             |
|                  | M. Fondaven    | PC diss.       | 81           | 0,58         |             |             |
|                  |                |                |              |              |             |             |
| Inscrits         | Inscrits       | Inscrits       | 15 241       | 100,00       | 15 283      | 100,00      |
| Abstentions      | Abstentions    | Abstentions    | 2 108        | 13,83        | 2 129       | 13,93       |
| Votants          | Votants        | Votants        | 13 133       | 86,17        | 13 154      | 86,07       |
| Blancs et nuls   | Blancs et nuls | Blancs et nuls | 197          | 1,50         | 293         | 2,23        |
| Exprimés         | Exprimés       | Exprimés       | 12 936       | 98,50        | 12 861      | 97,77       |
| * député sortant |                |                |              |              |             |             |